# Kwarta (czas)
Kwarta – pozaukładowa jednostka miary czasu oznaczająca jedną sześćdziesiątą część tercji. Nazwa pochodzi od łac. pars minuta quarta – czwarta część mała (godziny), tj. godzina podzielona przez 60 czterokrotnie (tak jak sekunda to godzina podzielona przez 60 dwukrotnie). Analogicznie kwarta jest używana jako jednostka miary kąta. Obecnie nie jest stosowana.